# Rafael Musterós i Bori
Rafael Musterós i Bori (Barcelona, 10 de juny de 1906 - Barcelona, 6 de març de 1978) fou un futbolista català de la dècada de 1920.

## Trajectòria
Va jugar dues temporades al FC Barcelona, disputant 5 partits oficials a la Copa d'Espanya i al Campionat de Catalunya la temporada 1925-26. Posteriorment jugà al CE Europa la temporada 1926-27 i al FC Badalona la temporada següent.